# Korpsleider
De Korpsleider (Duits: Korpsführer) was de hoogste rang die de Nationalsozialistisches Kraftfahrkorps en de Nationalsozialistisches Fliegerkorps gebruikten. De rang van een korpsleider werd door een persoon voor de gehele organisatie gedragen. De rang was het equivalent van de Reichsführer-SS, tenminste op papier.

## Lijst van Korpsleiders

### NSFK

Standaard van de korpsleider van de NSFK.

| Nr. | Afbeelding | Korpsleiders van de NSFK           | Aangetreden                | Einde termijn | Duur termijn      |
| --- | ---------- | ---------------------------------- | -------------------------- | ------------- | ----------------- |
| 1   |            | Friedrich Christiansen (1879-1972) | 5 april 1937/20 april 1937 | 26 juni 1943  | 6 jaar, 82 dagen  |
| 2   |            | Alfred Keller (1882–1974)          | 26 juni 1943               | 8 mei 1945    | 1 jaar, 313 dagen |

### NSKK

Standaard van de korpsleider van de NSKK.

| Nr. | Afbeelding | Korpsleiders van de NSKK   | Aangetreden   | Einde termijn | Duur termijn                   |
| --- | ---------- | -------------------------- | ------------- | ------------- | ------------------------------ |
| 1   |            | Ernst Röhm (1887-1934)     | 1 mei 1931    | 30 april 1933 | 1 jaar, 11 maanden en 29 dagen |
| 2   |            | Adolf Hühnlein (1881-1942) | 30 april 1933 | 18 juni 1942  | 9 jaar, 49 dagen               |
| 2   |            | Erwin Kraus (1894-1966)    | 21 juni 1942  | 8 mei 1945    | 5 jaar, 7 dagen                |